# Carlo Podrecca
Carlo Podrecca (Cividale del Friuli, 18 settembre 1839 – Roma, 1916) è stato un avvocato e storico italiano.
Già garibaldino, fu uno dei personaggi illustri delle Valli del Natisone, storico della popolazione della Slavia Veneta.

## Biografia
Primo dei sette figli dell'avvocato Giovanni Battista, originario di San Pietro al Natisone, studiò giurisprudenza a Torino; qui nel 1859 si arruolò nell'esercito piemontese per partecipare alle lotte per l'unità d'Italia, partecipando, insieme al fratello Guido, alla Spedizione dei Mille di Garibaldi. Per il suo valore durante la battaglia di Milazzo fu promosso sul campo al grado di sergente da Nino Bixio, il quale gli fece anche dono della propria spada.
Successivamente combatté anche in Aspromonte, a Bezzecca e a Monterotondo. Dopo la sconfitta nella battaglia di Mentana, tornò a Cividale dalla moglie milanese Amalia Antonia Galli (sposata nel 1865 e figlia dello scultore Antonio Galli).
Dal 1884 iniziò a pubblicare diversi saggi storici sulla popolazione slavofona delle valli di cui era originario il padre, collaborando con importanti linguisti come Jan Baudouin de Courtenay e con la compagine politica radical-democratica, di ispirazione garibaldina e mazziniana, che si contrapponeva al mondo clericale di orientamento filo sloveno.
Ebbe quattro figli: il giornalista e politico Guido, il marionettista Vittorio, Emilia e Maria (madre dell'attrice Vera Vergani e del giornalista Orio Vergani).

## Opere
- Nozze Dorigo-Nitsche, Doretti (tip.), 1891.
- Slavia italiana, Cividale, presso Fulvio Giovanni tipografo-editore, 1884.
- Gli studi di folk-lore in Friuli, M. Bardusco, 1894.
- Slavia italiana - Polemica, Cividale, 1885.